# Herur, Koppa
Herur là một làng thuộc tehsil Koppa, huyện Chikmagalur, bang Karnataka, Ấn Độ.